# 박범신
박범신(朴範信, 1946년 8월 24일 ~ )은 대한민국의 소설가, 아동문학가이다. 본관은 밀양(密陽)이며 호는 와초(臥草), 한터이다.

## 생애
전라북도 익산군 황화면(現 충청남도 논산시 연무읍) 봉동리에서 출생하였고, 중학교 때부터 충청남도 논산군 강경읍에서 생활하였다. 전주교육대학을 거쳐 원광대학교 국어국문학과와 고려대학교 교육대학원을 나온 그는 1973년 《중앙일보》 신춘문예에 단편 〈여름의 잔해(殘骸)〉가 당선되어 등단했다.  이어 〈식구〉,〈말뚝과 굴렁쇠〉,〈못과 망치〉 등의 단편과 《죽음보다 깊은 밤》,《깨소금과 옥떨메》,《풀잎처럼 눕다》,《불의 나라》 등의 장편을 신문이나 잡지에 연재했다. 1981년 장편 《겨울강, 하늬바람》으로 제1회 대한민국문학상 신인부문을 수상했다. 창작집 《토끼와 잠수함》이 있고 단편집으로 《아침에 날린 풍선》,《식구》, 중편집 《도시의 이끼》,《그들은 그렇게 잊었다》와 다수의 장편소설을 출간했다.
1993년 한 일간지에 소설을 연재하던 중 절필을 선언하고 1996년 중반까지 칩거에 들어갔으나, 1996년 《문학동네》 가을호에 중편소설 〈흰소가 끄는 수레〉를 발표하면서 다시 글쓰기를 시작하여, 장편 《침묵의 집》(1999)과 단편 〈향기로운 우물이야기〉(2001년) 등을 발표하였다. 1995년부터 2004년까지 명지대학교 문예창작학과 교수를 지냈고, 2007년 KBS 한국방송공사 이사장과 서울문화재단 이사장을 맡았으며. 명지대학교로 복귀해서 문예창작학과 교수를 지낸 뒤 2011년 정년퇴임하였고 그 후 명지대학교 문예창작학과 명예교수를 지내고 있으며 2012년부터는 상명대학교 국어국문학과 석좌교수도 지내고 있다.
대한민국문학상(1987)·원광문학상(1998)·김동리문학상(2001)·만해문학상(2003)을 받았다.

## 학력
- 황북초등학교 (졸업)
- 강경중학교 (졸업)
- 남성고등학교 (졸업)
- 전주교육대학 전문학사
- 원광대학교 국어국문학과 학사
- 고려대학교 교육대학원 교육학 석사